# Claude Lullier
Pour les articles homonymes, voir Claude Arnoux, Arnoux et Lullier.
Claude Arnoux dit Lullier ou Lulier, est né vers 1510 à Gray et mort en 1580. C'est le principal sculpteur de la Renaissance dans le comté de Bourgogne aujourd'hui Franche-Comté, il est notamment le fondateur de l'atelier de sculpture de Dole au XVIe siècle.

## Œuvres
- Fontaine de Neptune, pierre, Grande Rue de Besançon [1]
- Jubé de la cathédrale Saint-Jean de Besançon, 1551-1554, marbre, détruit à l'exception des statues de saint Etienne, saint Ferréol, et saint Ferjeux (Musée des beaux arts et d'archéologie de Besançon) ainsi que du bas-relief La Cène, qui suit.
- La céne, 1560, Mabre, bas-relief, 30 × 70 cm, cathédrale Saint-Jean de Besançon (il provient du jubé de la cathédrale [2].
- Saint Ferréol, Saint Ferjeux et Saint Etienne , 1560, albâtre, 130 cm, Musée des beaux-arts de Besançon (3 des 6 statues qui ornaient le Jubé de Saint-Jean de Besançon)[3].
- buste : Humbert Lulier, terre cuite, 75 cm, collections de la Bibliothèque de Besançon [4] exposé au musée des beaux-arts et d'archéologie de Besançon
- chapelle d’Andelot, de 1556 à 1563, église de Pesmes[5],[6],[7]. Tombeau de Jean et Pierre d'Andelot
- le Christ mort, vers 1553, fragment de la chapelle funéraire de Hugues Marmier, statue en marbre, hauteur: 47 cm, largeur: 164 cm, profondeur: 38 cm, Basilique  de Gray[8].
- dalle funéraire de Maximilien de Vaudrey, pierre, église de Vaudrey[9].
- Saint Antoine, marbre, église de Vaudrey [10].
- Sirene, bronze, ornait la fontaine du Palais Granvelle, Besancon. Elle se trouve actuellement dans le Musee du Temps, Besancon)[11]..
- Buste de Gauthiot d'Ancier, terre cuite polychrome, 63 x 64 × 39 cm, Gray (Haute-Saône), musée Baron-Martin.
- Fontaine d'Arion, 1577, pierre, rue de la Liberté à Salins-les-Bains.

### Attribution
- Fillette, fin XVIe siècle, Terre cuite polychrome, Hauteur: 23 cm, Longueur: 20 cm, Profondeur: 10 cm, Musée du Louvre[12].
- tombeau de Guillaume de Visemal et de Marie de Chaussin, marbre, église de Rahon[13].
- Pallas, pierre, H. 116 cm, L. 45 cm, E. 23 cm, musée des beaux-arts de Dole[14].
- L'Annonciation, pierre en 2 éléments (la Vierge: H. 54 cm, L. 69 cm, E. 21 cm et l'Ange de l'Annonciation: H. 87 cm, L. 69 cm, E. 24 cm), Musée des beaux-arts de Besançon[15].

### Galerie

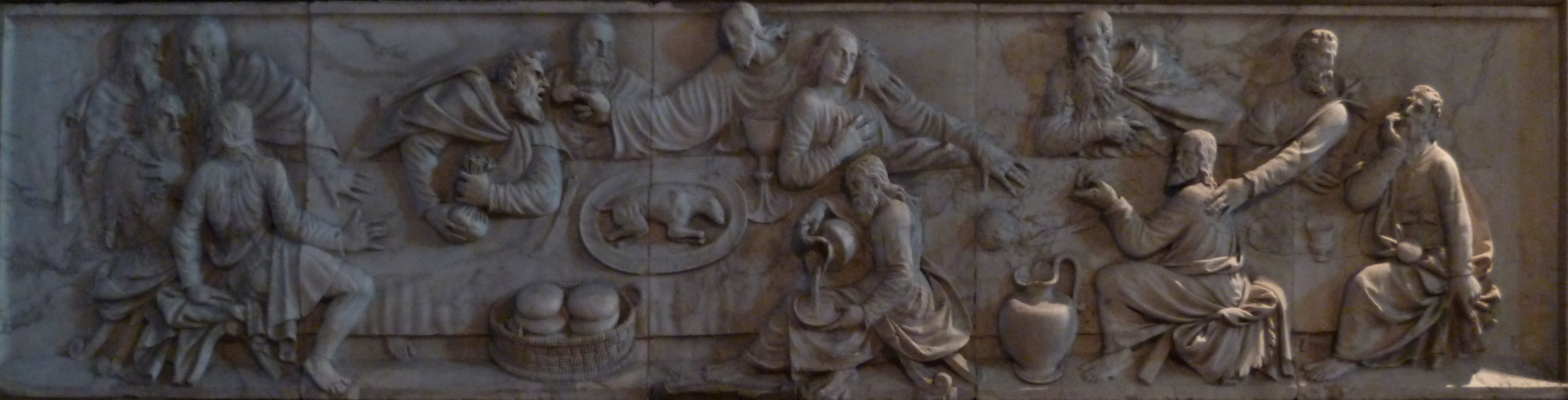
La Céne, cathédrale de Besançon
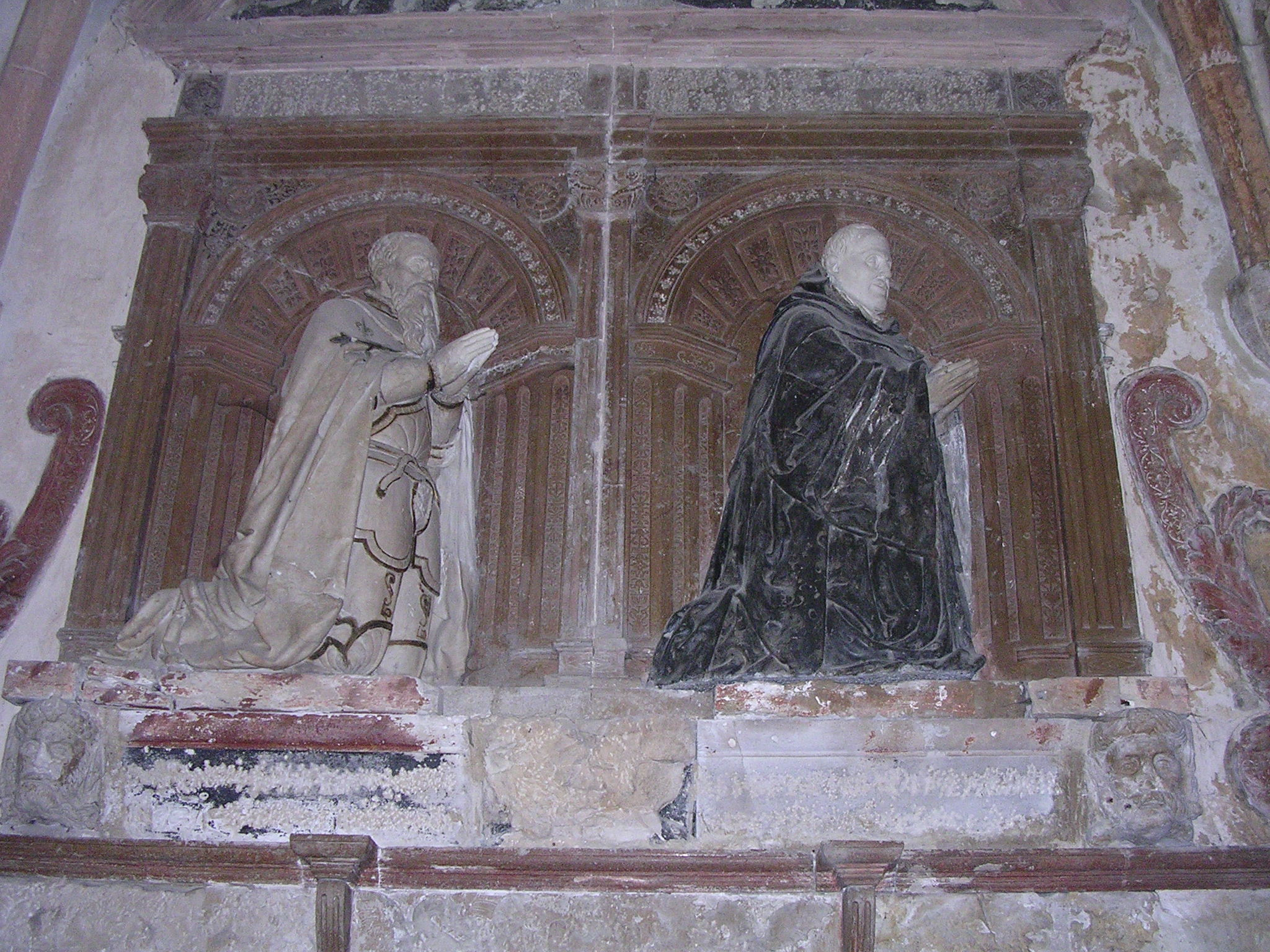
Mausolée Jean et Pierre d'Andelot à Pesmes
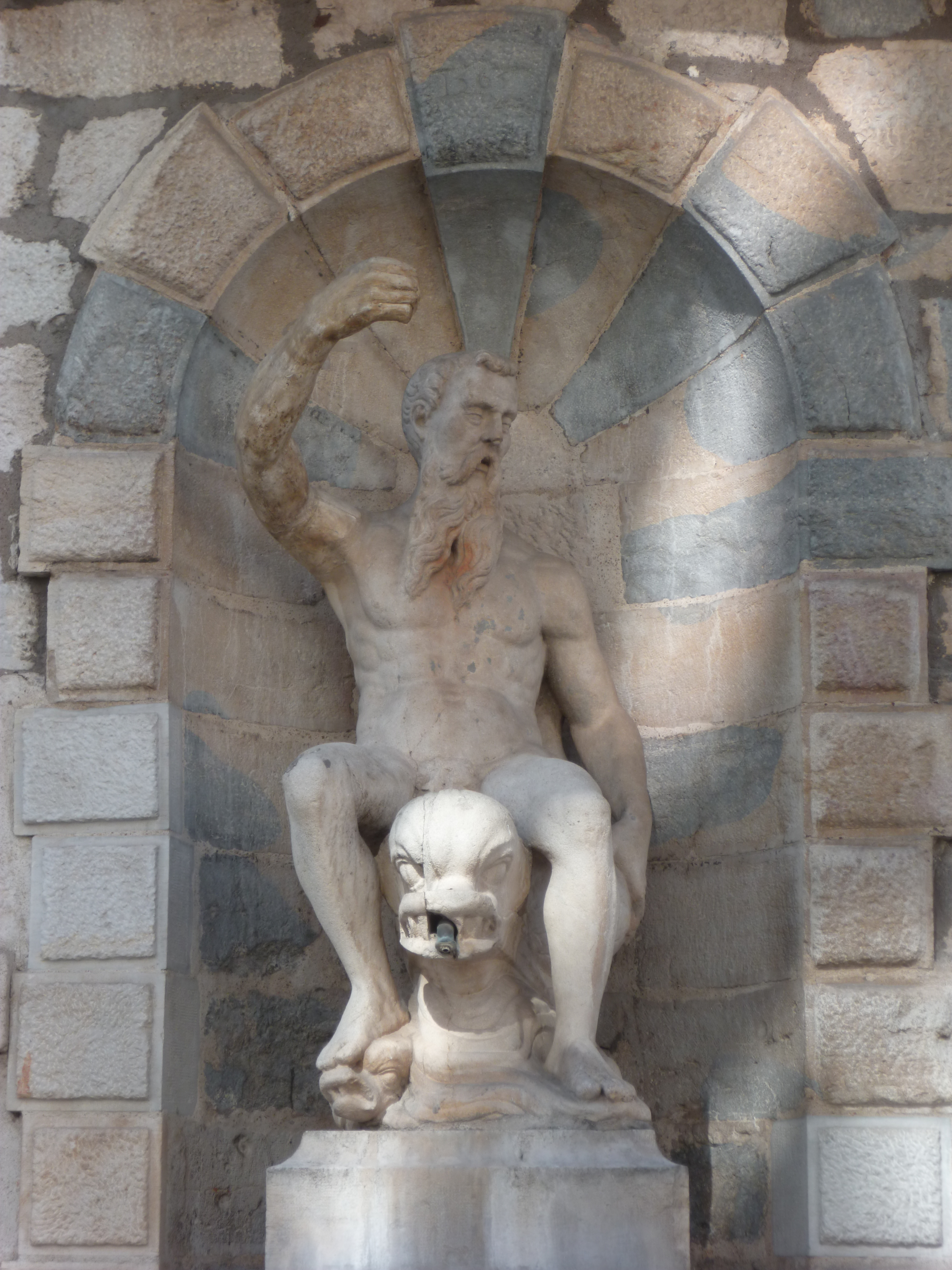
Fontaine de Neptune à Besançon, représentant le dieu sur un dauphin.